# Oued El Kheïr
Oued El Kheïr (em árabe: واد الخير) é uma cidade e comuna localizada na província de Mostaganem, Argélia. De acordo com o censo de 2008, a população total da cidade era de 17 359 habitantes.